# Autochartist
Autochartist es un software de análisis técnico automatizado, que se enfoca en la identificación de patrones en las gráficas bursátiles. Fue lanzado en 2004 y actualmente sirve a 45 de los más grandes brókers e instituciones con una comunidad de más de 50.000 traders en más de 80 países.
Inicialmente Autochartist analizaba acciones de Estados Unidos para operativa intradiaria. Esto ofreció a los operadores una nueva perspectiva en la utilización de patrones gráficos en su operativa, ahorrando tiempo a los operadores al alertar enviando reportes de formaciones, lo cual lleva a los operadores a invertir su tiempo en decidir cuáles patrones ofrecen el mejor potencial en el mercado, en lugar de buscarlos.
La habilidad de identificar patrones Fibonacci fue agregada a los motores de reconocimiento en 2008. Esto ofreció a los operadores un análisis más amplio de los mercados clave, y junto con el lanzamiento de los niveles clave en 2011 esta suite de herramientas ha redefinido la negociación bursátil.
El reporte diario de mercados de Autochartist fue lanzado recientemente, y provee una forma simple, concisa y técnica de ver el panorama de los mercados. En octubre de 2012 la firma fue elegida como el mejor proveedor de análisis técnico de Forex en los premios Money AM en Londres.
En marzo de 2013 Autochartist lanzó su revolucionaria alerta de negociación "Our favourites" (en español, nuestros favoritos) para operadores principiantes, el cual consiste en una ilustración gráfica con detalles del rendimiento histórico del sistema de pronóstico contra un patrón específico, en un instrumento financiero y en una fecha específica. Autochartist posee datos de negociación bursátil desde 2010, contra los cuales se hace el backtest de la fiabilidad de los patrones identificados.

## Características
- Reconocimiento de patrones gráficos: Identifica patrones gráficos de todo tipo, tanto emergentes como completados, con un indicador de calidad.

- Reconocimiento de patrones Fibonacci: Identifica patrones Fibonacci simples y complejos, desde retrocesos a “mariposas”.

- Análisis de niveles clave: Establece detenciones y límites al identificar niveles de soporte y resistencia, que clasifica como de ruptura o de enfoque.

- Indicador de calidad del patrón: 4 indicadores visuales que permiten saber, con sólo mirar, la probabilidad de que se complete un patrón.